# ویله هاآپاسالو
ویله هاآپاسالو (به انگلیسی: Ville Haapasalo) (زاده ۲۸ فوریه ۱۹۷۲) بازیگر اهل کشور فنلاند است که هم در فنلاند و هم در روسیه فعالیت می‌کند. وی بازیگری را از سال ۱۹۹۵ و پس از اتمام تحصیلاتش در شهر سن پترزبورگ آغاز کرد. این هنرمند به چهار زبان فنلاندی، روسی، سوئدی و انگلیسی مسلط است. به نواختن ترومبون مسلط و به ورزش‌های هاکی روی یخ و اسکی علاقه‌مند است.
از فیلم‌های او می‌توان به سقوط امپراتوری و عشق در وگاس اشاره کرد.